# Mackintosh (manteau)
Pour les articles ayant des titres homophones, voir McIntosh.

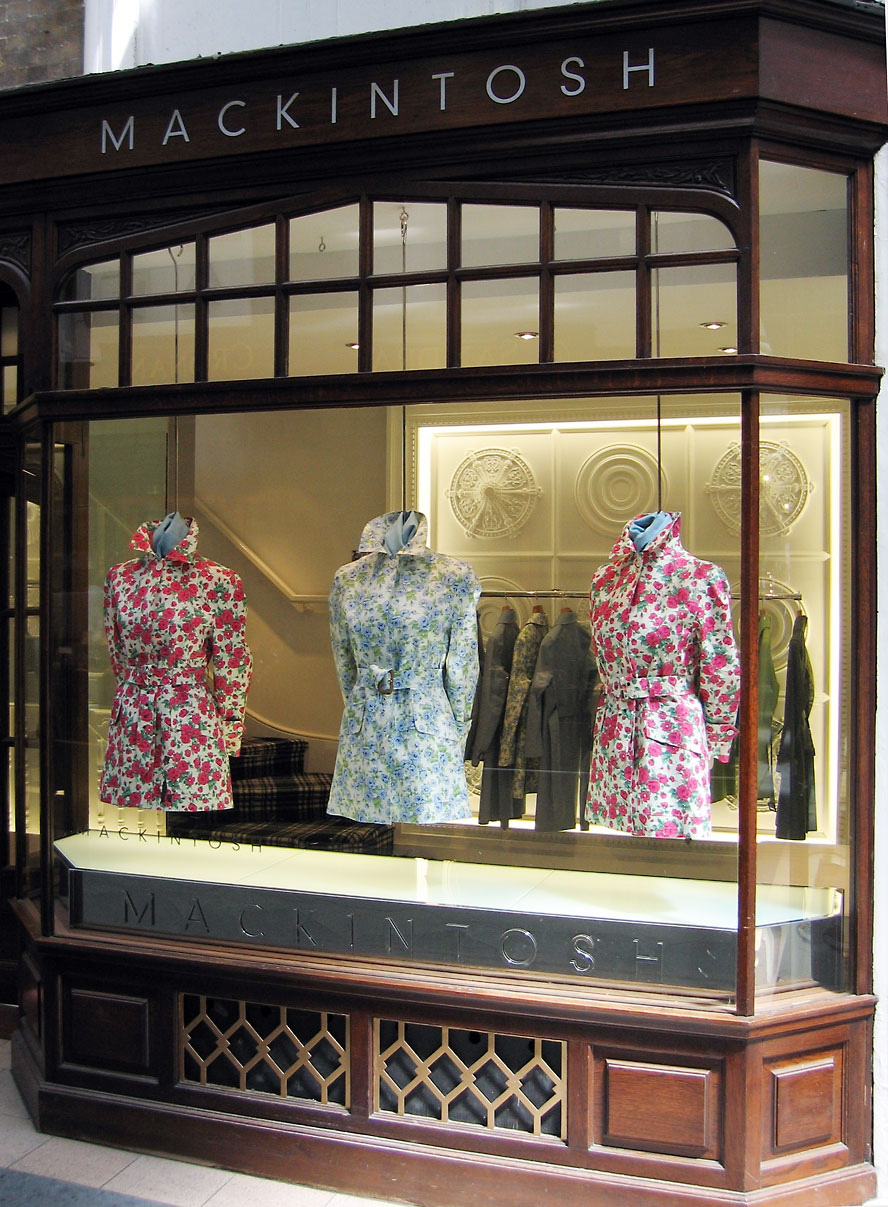
Magasin Mackintosh, Burlington Arcade, Londres.

Le Mackintosh ou Macintosh abrégé mac ou mack)  est un type d'imperméable, vendu pour la première fois en 1824, fabriqué avec un textile en caoutchouc.  Le Mackintosh est nommé d'après son inventeur écossais, l'inventeur Charles Macintosh, bien que la lettre k soit souvent ajoutée. 
Le mot Mackintosh est devenu synonyme d'imperméable en Grande-Bretagne.

## La marque Mackintosh
Charles Macintosh brevète son invention de vêtement imperméable en 1823 et le premier manteau Mackintosh est produit dans la fabrique de textile familiale, Charles Macintosh and Co. à Glasgow. En 1880, la fabrique fusionne avec la compagnie de textile de Thomas Hancock à Manchester. Hancock effectue également des tests sur le tissu et le caoutchouc depuis 1819.
Les premiers manteaux imperméables ont des problèmes d'odeur, de rigidité et ont tendance à fondre par forte chaleur mais Hancok améliore la fabrication du tissu en brevetant une méthode de vulcanisation en 1843 qui lui permet de résoudre ces problèmes.
La compagnie continue à travers le XIXe siècle et le début du XXe siècle à produire des vêtements imperméables. Elle est absorbée en 1925 par Dunlop Rubber (en).
Au milieu des années 1990, la compagnie qui détient la marque, Traditional Weatherwear, est sur le point de fermer son usine de Cumbernauld, près de Glasgow ; elle est alors rachetée par Daniel Dunko. Au tournant du XXIe siècle, la compagnie tente de transformer la marque de manteaux traditionnels Mackintosh en marque de luxe. Une collaboration commence avec des marques  comme Gucci, Hermès, Louis Vuitton et Liberty. Les manteaux deviennent très appréciés par les Japonaises et la compagnie reçoit un Queen's Award for Enterprise en 2000 pour son succès à l'international.

## Sources
- (en) Cet article est partiellement ou en totalité issu de l’article de Wikipédia en anglais intitulé « Mackintosh » (voir la liste des auteurs).